# 乃木坂46時間TV
『乃木坂46時間TV』（のぎざかよんじゅうろくじかんテレビ）は、乃木坂46によって過去5回配信された無料インターネット番組。

## 乃木坂46 4th Anniversary 乃木坂46時間TV（第1弾）
『乃木坂46 4th Anniversary 乃木坂46時間TV』（のぎざかフォーティーシックス フォースアニバーサリー のぎざかよんじゅうろくじかんテレビ）は、乃木坂46にちなみ「乃木坂46のデビュー4周年を記念して、46時間まるごと乃木坂46をお届けする」インターネット番組。
2016年2月20日午前4時から、「ぐるぐるカーテン」でCDデビューから4周年となる2月22日午前2時までの46時間、6媒体で配信された。

### 出演者
- 乃木坂46

#### 番組公認女子アナ
各日それぞれ以下のメンバーがスタジオで進行を担当した。
- 2月20日 : 秋元真夏、生田絵梨花、高山一実（当初予定されていた生田の体調不良により15時ごろ[4]まで代打で高山がMCを務めた[5]）
- 2月21日 : 松村沙友理、若月佑美

#### ゲスト
（登場順）
- 武井壮
- ラフレクラン[注 1]
- クロちゃん（安田大サーカス）

オンエア中にスタジオに遊びに来てくれる芸能人、有名人を募集していた。

### 配信内容
以下のコーナーが配信された。コーナー以外の時はスタジオで、2人のMCと、それ以外の4〜6人のメンバーがトークを繰り広げた。
☆印は事前収録

#### オープニング
全メンバーが出演し、MCの秋元真夏、高山一実よりタイムスケジュールの詳細が発表された。

#### 4th Anniversary 46道府県制覇! のぎ声リレー
オープニング後に全国の各都市へメンバーがスタジオを出発し、ファンに感謝の気持ちを伝えると共に、メンバーが生配信を行っている東京都を除く全国46道府県のファンの声を繋げてファンとメンバーが歌う、ただ一つだけの「乃木坂の詩」を作った。また番組中に「アンダーライブ全国ツアー2016 〜東北シリーズ〜」の日程も発表され、東北地方には挨拶も兼ねて各県の会場などにメンバーが向かった。また、その向かった先でのファンの声の収録の模様や、メンバーが現地の名物料理を食べる様子は随時中継された。
各メンバーの行き先
- 20日
  - 衛藤美彩、北野日奈子 [8]: イーアス札幌（北海道）、キャナルシティ博多（福岡県、佐賀県、長崎県、大分県、熊本県、宮崎県、鹿児島県、沖縄県）
  - 井上小百合、川村真洋 [9]: 万代シテイパーク（新潟県、山梨県、富山県、石川県、福井県）、エキスポシティ光の広場（大阪府、滋賀県、京都府、兵庫県、奈良県、和歌山県）
  - 中元日芽香、永島聖羅 [10][11]: サンシャイン栄グランドキャニオン広場（愛知県、長野県、静岡県、岐阜県、三重県）、イオンモール広島府中（広島県、鳥取県、島根県、岡山県、山口県）、城山公園（愛媛県、香川県、徳島県、高知県）
  - 伊藤かりん、斎藤ちはる、鈴木絢音 [12][13][14]: 青森県、秋田県、岩手県
  - 伊藤純奈、斉藤優里、新内眞衣 [15][16][17]: イオンタウン泉大沢（宮城県、山形県、福島県）
- 21日[18][19][20][21][22][23]
  - 寺田蘭世、星野みなみ、堀未央奈、渡辺みり愛 : 道の駅思川ワイワイ広場（栃木県）、やすらぎの里しもつま芝生広場周辺（茨城県）
  - 齋藤飛鳥、相楽伊織、佐々木琴子、樋口日奈 : つつじヶ丘公園（群馬県）、岩槻文化公園（埼玉県）
  - 川後陽菜、山崎怜奈、和田まあや : 中の島大橋駐車場（千葉県）、富士通スタジアム川崎（神奈川県）

#### 4th Anniversary 今、話させたい誰かがいる
13thシングル「今、話したい誰かがいる」にちなんで、メンバーの名前が入れられた箱からくじ引きで選出された2人がファンから募集したテーマで2ショットトークを行った。複数回選ばれたメンバーもいた。
選出された組み合わせ
- 中田花奈×齋藤飛鳥
- 若月佑美×相楽伊織
- 堀未央奈×伊藤万理華
- 桜井玲香×寺田蘭世
- 橋本奈々未×樋口日奈
- 和田まあや×深川麻衣
- 川後陽菜×中田花奈
- 松村沙友理×相楽伊織
- 伊藤万理華×秋元真夏
- 西野七瀬×橋本奈々未
- 生田絵梨花×深川麻衣
- 松村沙友理×能條愛未

#### 4th Anniversary 2016ラッキー3福神は誰だ!
デビュー4周年を迎え、これから大事な5年目へと向かう2016年のメンバーの運勢を項目別に発表していく占い企画。「仕事運」「健康運」「金運」「ラブ＆結婚運」、そしてアンダーメンバー内の「急上昇メンバー」をよゐこの濱口優の弟である占い師の濱口善幸に占ってもらい、項目ごとに「TOP3&ワースト2」の5人を発表した。☆
- MC：濱口優（よゐこ）
- 占い師：濱口善幸

#### 4th Anniversary ガチバトル THE歌王!
4周年を迎えたがメンバーの歌唱力はまだ広く知れ渡ってはいないということで、実際には歌唱力に優れたメンバーが多数いる事を広く知ってもらう為に自分で乃木坂46以外の楽曲で「勝負歌」を選び、真剣勝負でメンバー内の歌ウマNo1を決定するカラオケ採点バトル。「ひまわりの約束」（秦基博）を歌唱した川村真洋が優勝した。☆
- MC：鈴木拓（ドランクドラゴン）

#### 4th Anniversary 乃木坂 グッズ 開発委員会
乃木坂46の4周年を記念したグッズをメンバー自ら考案し、実際に商品化することを目指した開発企画。構想段階のメンバーによる企画プレゼン、グッズ担当者へのプレゼン試作品への注文などを経て、生配信のスタジオ内で完成発表を行った。グッズの一部は実際に発売された。

#### これが私の冠番組 乃木坂電視台
乃木坂46メンバーがやりたい企画を決められた時間の中で自分の名前をつけた冠番組を1人ひとり行った。特設サイトにおいてファンからの質問や各種の案などを募集したメンバーもいた。
各メンバーの配信内容
（括弧内はその他の出演メンバー、▽印は特設サイトでファンへの募集があった企画）
20日
- 中田花奈 : 踊ってみた
- 深川麻衣 : 初めてのDIYに挑戦!
- 寺田蘭世 : 「朝食しながら質問に回答」▽
- 桜井玲香 : 「ゲームで勝利しポンコツ返上!」（齋藤飛鳥、堀未央奈）[注 3]
- 相楽伊織 : 「好きなお笑い芸人」
- 和田まあや : 「英語でお題を伝えよう!」（川後陽菜、能條愛未）
- 西野七瀬 : 西野どうぶつ園
- 佐々木琴子 : 琴子のお悩み相談室（中田花奈）
- 山崎怜奈 : 乃木坂寄席 演目「同一人物演」
- 川後陽菜 : 「私は見た! メンバーの意外な一面」
- 生駒里奈 : 出張! ジャンポリス!
- 堀未央奈 : ホーリーと食べよう!
- 星野みなみ : みなみ、パンを作る（堀未央奈）
- 伊藤万理華 : 万理華20歳記念! 初めてのお酒[注 4]
- 齋藤飛鳥 : 「私、実はまだなんです」
- 橋本奈々未 : 「質問に答える10分間[注 5]」
- 松村沙友理 : 乃木坂46を生物学的に分類
- 樋口日奈 : 昔話を朗読
- 能條愛未 : カニをまるまる食べ尽くす!（高山一実、西野七瀬）
- 渡辺みり愛 : ティラミス10分でできるかな?
- 高山一実 : ハリーポッターを完全再現!
- 生田絵梨花 : フィンランド特集

21日
- 若月佑美 : 毎日わかつき
- 斉藤優里 : ゲームで遊ぼう!（川村真洋）[注 6]
- 伊藤純奈 : マリオカート!（伊藤かりん、深川麻衣）
- 斎藤ちはる : ちはるに学ぶ アメフトの魅力（伊藤かりん）
- 井上小百合 : 「一人旅のススメ」▽
- 北野日奈子 : 「いろいろスムージー作っちゃおう!」（新内眞衣）▽
- 白石麻衣 : 辛い料理を克服
- 秋元真夏 : 「妄想彼女に言って欲しい一言」▽
- 永島聖羅 : 沈黙の金曜日出張版in46時間TV▽
- 中元日芽香 : 無趣味女・中元に合う趣味は? ▽
- 新内眞衣 : OL兼任アイドル・新内眞衣のまいちゅんカフェ デリバリーサービス
- 川村真洋 : YOUNG GUITAR presents ろってぃーのギター・ヒロインへの道（出張版）
- 鈴木絢音 : 鈴木音楽専門学校
- 伊藤かりん : 将棋フォーカス&将棋世界（北野日奈子、斎藤ちはる、斉藤優里、新内眞衣）
- 衛藤美彩 : 「今夜も私は一人飲み」▽

#### 乃木坂46時間TVバースデーボウリング
ファンへの感謝の気持ちを込めて、それぞれが思うコスプレをして生田絵梨花、生駒里奈、桜井玲香、白石麻衣、西野七瀬、深川麻衣をキャプテンとする6チームに分かれボウリング大会を行った。生駒チームが優勝した。☆

#### 齋藤飛鳥のラジオ体操
以前『乃木坂工事中』（テレビ愛知）の番組内で齋藤飛鳥がラジオ体操を知らないと発言したことから20日、21日の朝、齋藤飛鳥が自己流のラジオ体操第一を披露した。☆

#### 乃木坂46コラボLabo
個人でも様々な仕事をしている乃木坂46のメンバーが各メディアの関係者とのコラボ企画。一部企画は各メンバーの「乃木坂電視台」と兼ねて行われた。
企画と各企画の出演メンバー（○印は「乃木坂電視台」内で行われた企画）
- CanCam : 衛藤美彩、桜井玲香、橋本奈々未、松村沙友理
- MdN : 伊藤万理華
- non-no : 西野七瀬
- Popteen : 川後陽菜、和田まあや
- SCHOOL OF LOCK! : 橋本奈々未
- sweet : 齋藤飛鳥、高山一実
- Ray : 生田絵梨花、生駒里奈、白石麻衣、中田花奈、能條愛未
- Zipper : 伊藤かりん、北野日奈子
- 金つぶ : 伊藤かりん、衛藤美彩、新内眞衣、能條愛未
- ダ・ヴィンチ : 生田絵梨花、高山一実、深川麻衣
- 生のアイドルが好き : 秋元真夏、桜井玲香、佐々木琴子、橋本奈々未、松村沙友理
- 乃木坂46の「の」 : 46時間TVを配信しているスタジオから生配信。
- みんなのKEIBA☆ : 白石麻衣、高山一実、松村沙友理
- 野球大好き! 集まれ! サムライジャパン☆ : 衛藤美彩、北野日奈子、寺田蘭世
- らじらー! SUNDAY : 伊藤万理華、中元日芽香（スタジオの秋元真夏、生田絵梨花、生駒里奈、白石麻衣、高山一実、深川麻衣、若月佑美が生配信中の番組と電話を繋ぎ相互出演[31]）
- YOUNG GUITAR○ : 川村真洋
- 将棋フォーカス○ : 伊藤かりん、北野日奈子、斎藤ちはる、斉藤優里、新内眞衣
- 沈黙の金曜日○ : 永島聖羅
- 特捜警察ジャンポリス○ : 生駒里奈
- 乃木坂46えいご○ : 川後陽菜、能條愛未、和田まあや
- まいちゅんカフェ○ : 新内眞衣

#### 4th B.D.特別企画 過去の遺恨は全て精算! クイズ王のリベンジを返り討ちにしよう
『乃木坂って、どこ?』（テレビ愛知）で名勝負を演じ、勝利した「クイズ王」こと古川洋平とのリベンジ企画。「メンバーの得意ジャンル」のみのクイズでクイズ王と勝負し、クイズ王が勝利した。☆

#### 嘘つきを探し出せ! 人狼ミッドナイト
秋元真夏、生田絵梨花、伊藤万理華、井上小百合、桜井玲香、高山一実、西野七瀬、能條愛未、橋本奈々未、松村沙友理が深夜に生配信で「人狼ゲーム」での対決を行い、メンバー間の「駆け引き」「演技力」「心理戦」をのぞき見する企画。

#### 乃木坂46時間TVスペシャルライブ 4th Anniversary 深川麻衣 selection songs 乃木坂46は好きですか?
14枚目シングル「ハルジオンが咲く頃」をもってグループからの卒業を発表した深川麻衣が、1枚目〜13枚目の各シングルから、「1枚につき1曲ずつ」を選び、乃木坂46の歴史を振り返りながら、ライブパフォーマンスを行うライブ。「のぎ声リレー」の東京都の声はこのライブで収録した。
セットリスト
1. ぐるぐるカーテン
2. 狼に口笛を
3. 涙がまだ悲しみだった頃
4. 制服のマネキン
5. 君の名は希望
  - 約1か月後の3月20日に卒業する永島聖羅が選抜入りした楽曲であり、永島がセンターに立つフォーメーションで披露された。
6. 他の星から
7. そんなバカな・・・
8. 生まれたままで
9. 夏のFree&Easy
10. あの日 僕は咄嗟に嘘をついた
11. ボーダー
12. 太陽ノック
13. 悲しみの忘れ方
14. 乃木坂の詩

#### のぎ天
アンダーメンバーがそれぞれの個性を生かして活躍する「のぎ天」が、乃木坂46時間TV内で復活。☆

#### 乃木坂46 真夏の全国ツアー2015 明治神宮野球場
BSスカパー!で放送されたものを46時間TV用に再編集して21日未明に配信。☆

#### 乃木坂46 真夏の全国ツアー2013 FINAL! 国立代々木競技場第一体育館
1stアルバム『透明な色』にも収録されている代々木第一体育館でのライブの模様を21日夕方に配信。☆

#### 乃木坂工事中
22日未明にテレビ愛知の制作により、テレビ東京系列で放送の同番組をリアルタイムで観ながら、メンバーが感想などを語りながらコメントした（ただし、実際のテレビでの放送とは若干のタイムラグあり）。また同番組のテレビ放送の最後に14thシングルのタイトルが「ハルジオンが咲く頃」であることが発表された。

#### エンディング
46時間TVを振り返りながら、22日午前2時を迎えた。「のぎ声リレー」の「乃木坂の詩」もここで配信された。最後は生田絵梨花が「乃木坂電視台」で披露した「イエヴァン・ポルッカ」を歌いながら配信は終了した。またこのエンディングで3期生オーディションとその希望者を対象としたセミナーの開催が発表された。この時間は番組公認女子アナの松村沙友理、若月佑美に加え、キャプテンの桜井玲香も進行を担当した。

### 配信サイト
配信サイトは以下のとおりである。
- Ameba FRESH!
- SHOWROOM
- スカパー!オンデマンド
- ニコニコ生放送
- YouTube Live
- 楽天SHOWTIME

### 評価
配信終了後、Billboard JAPANは「視聴者数800万人で大成功」、リアルライブも「大盛況」と報じる などマスメディアは概ね番組を肯定的に評価している。

## 乃木坂46時間TV（第2弾）
『乃木坂46時間TV』（のぎざかよんじゅうろくじかんテレビ）は、2016年5月25日にリリースされた乃木坂46の2ndアルバム『それぞれの椅子』の発売を記念して配信された「46時間まるごと乃木坂46をお届けする」というインターネット番組。2016年6月10日21時から6月12日19時までの46時間、6媒体で配信された。

### 出演者
- 乃木坂46

#### MC
各日朝9時頃と夜7時頃にMCを交代しながらメンバーが2人一組でスタジオで進行を担当した。
- 6月10日 : 白石麻衣・橋本奈々未[37]
- 6月11日 : 衛藤美彩・西野七瀬[38]、井上小百合・中元日芽香[39]
- 6月12日 : 伊藤かりん・星野みなみ・堀未央奈[40]（当初予定されていた星野の寝坊により途中まで代打で伊藤がMCを務めた[41]）

#### ゲスト
スタジオに遊びに来た芸能人、有名人。
- 藤森慎吾（オリエンタルラジオ・RADIO FISH）[42]
- アルコ&ピース[43]
- ハリー杉山[44]
- 武井壮[45]

### 配信内容
以下のコーナーが配信された。コーナー以外の時はスタジオで、2人のMCと、それ以外の4人から10人のメンバーがトークを繰り広げた。
☆印は事前収録

#### オープニング
深川麻衣の「始まりました、46時間テレビ!」のタイトルコールで番組がスタート。『それぞれの椅子』に収録されている「きっかけ」を歌うメンバーはこの直前まで「きっかけ」を披露するため『ミュージックステーション』（テレビ朝日）に出演していたので、番組スタート時、スタジオにはわずか8人のメンバーしかおらず、「きっかけ」歌唱メンバーはスタジオに到着してから出演した。「きっかけ」歌唱メンバーのテレビ朝日からの移動には中元日芽香、能條愛未が同行してリポートした。またオープニングアクトとして生田絵梨花によるフィンランド民謡のVTRも配信された。深川、スタジオに到着したMCの白石麻衣、橋本奈々未よりタイムスケジュールが発表された。

#### これが私の冠番組「乃木坂電視台 〜それぞれの椅子〜」
前回に引き続き乃木坂46メンバー全員が自分の冠番組を作成。特設サイトにおいてファンからの質問や各種の案などを募集したメンバーもいた。

#### 深川麻衣presents みんなで卒業制作を作ろう!
深川麻衣、若月佑美、西野七瀬、伊藤万理華、山崎怜奈を中心に、全メンバーが携わり、「きっかけ」の歌詞をイメージした黒板アートを46時間の中で作成した。

#### 朝まで乃木坂人狼!
前回に引き続き深夜に生配信で「人狼ゲーム」での対決。11日未明、2日未明と連夜行われ、両日ともこれに備えた近くのセブン-イレブンへの買い出しが中継された。11日未明の買い出しにはじゃんけんで負けた川後陽菜と樋口日奈に加え、じゃんけんが始まるタイミングでスタジオに登場した藤森慎吾が飛び入りで参加した。12日未明は能條愛未と橋本奈々未が買い出しに出かけた。

#### 乃木坂画伯の絵描き歌コーナー
一緒に絵描き歌に挑戦しようというVTRのコーナー。未明から朝にかけて配信されたライブ映像や「16人のプリンシパル」の間に流れた。

#### 堀未央奈presents 乃木坂46 2期生生誕祭
『乃木坂工事中』（テレビ愛知制作・テレビ東京系列）で堀未央奈がプレゼンした2期生生誕祭を46時間TV内で決行する堀プレゼンツ企画。

#### 軍団抗争! 全国ツアーロケハンバトル!
配信直後の6月15日から始まる「乃木坂46 真夏の全国ツアー2016」に先駆けて、ツアーで巡る各地方をロケハンバトル。既存の「さゆりんご軍団」（松村沙友理、佐々木琴子、寺田蘭世）と、この企画のために結成された「真夏さんリスペクト軍団」（秋元真夏、相楽伊織、渡辺みり愛）が軍団が全国へ飛び、どちらの地区がより魅力的なのかを視聴者の投票で競う生中継プレゼン対決。1回戦は仙台をプレゼンした真夏軍団が名古屋のさゆりんご軍団に勝利、2回戦は松村の地元大阪をプレゼンしたさゆりんご軍団が福岡の真夏軍団を下した。

#### 中田花奈 presents 乃木坂「踊ってみた」選手権
乃木坂46の曲で踊っている動画を募集し、応募作品の中からプロジェクトリーダー中田花奈が厳選して、番組内で随時発表した。このコーナー内で「さゆりんご軍団」が「何度目の軍団か?」（「何度目の青空か?」のパロディ）のパフォーマンスをした映像や、伊藤万理華が監督、生田絵梨花がクリエイティブディレクターを務め、上野の森美術館の展覧会「ブータン 〜幸せに生きるためのヒント〜」内でスマートフォンを使って撮影された「遥かなるブータン」の自主制作のミュージックビデオも披露された。「遥かなるブータン」の自主制作MVはのちに乃木坂46オフィシャルYouTubeチャンネルで公開されている

#### チーム対抗! 乃木坂ガチ歌合戦!
前回は個人戦で開催されたカラオケのガチ歌バトルを、『それぞれの椅子』のジャケット写真の衣装の色で分けたチーム戦で開催。対決テーマを設定したガチンコ決戦で、最終的にどちらのチームが勝つのか、視聴者による生投票で決定。順番は先攻が赤チーム、後攻が青チームで進行した。青チームが優勝した。☆

#### 乃木坂46国民投票ダービー!
「1番○○な乃木坂メンバーは誰だ!?」と、生配信中に乃木坂46公式TwitterアカウントがTwitterの投票機能を使い、乃木坂ダービーを開催。その結果をメンバーが4チームに分かれて答えるクイズ企画。星野みなみ、堀未央奈のチームが優勝した。

#### クイズ! スタッフ100人ぐらいに聞きました
生配信でのクイズ企画。乃木坂46まわりスタッフに聞いた、各メンバーの良いところ上位3、4個を本人自らが回答者となって正解を予想。自分の魅力を客観的にわかっているのかどうかを問われる、客観性クイズ。

#### 乃木坂46 真夏の全国ツアー2014 大阪公演
同ツアーの大阪市中央体育館公演の会場モニターで出力された映像を11日未明に配信。☆

#### 乃木坂46 真夏の全国ツアー2014 仙台公演
同ツアーのゼビオアリーナ仙台公演の会場モニターで出力された映像を11日朝に配信。☆

#### 16人のプリンシパル 初日
「16人のプリンシパル」初日の模様を11日朝に配信。☆

#### 乃木坂浪漫
かつてテレビ東京で放送されていた『乃木坂浪漫』を随所で配信。☆

#### ケータリング争奪バトル
11日の昼食、夕食、12日の昼食を、年齢別に分けたアダルト、ミドル、ヤングの3チームでより高級なものをめぐり、競い合った。MCはお笑いコンビのWエンジンで進行。

#### 乃木坂46 真夏の全国ツアー2014 福岡公演
同ツアーの福岡国際センター公演の会場モニターで出力された映像を12日未明に配信。☆

#### 16人のプリンシパル 最終日
「16人のプリンシパル」最終日の模様を12日朝に配信。☆

#### 16人のプリンシパル deux 初日
「16人のプリンシパル duex」初日の模様を12日朝に配信。☆

#### 46時間振り返り
若月佑美と星野みなみの進行で46時間を振り返った。

#### ラジオ 乃木坂46の「の」
冠ラジオ番組『乃木坂46の「の」』（文化放送）を前回に引き続き46時間TVを配信しているスタジオから公開生放送でオンエア。MC堀未央奈と秋元真夏、桜井玲香が出演し、メンバー、スタッフから投稿されたメールが読まれた。

#### エンディング
「46時間振り返り」の二人にラジオを終えた堀未央奈を加えた三人で進行。「きっかけ」に乗せて「深川麻衣presents みんなで卒業制作を作ろう!」の黒板アートと46時間TVの模様を織り交ぜたVTRをここで配信。最後はキャプテン桜井玲香の挨拶で終了。「卒業制作」のVTRは、のちに「きっかけ」のミュージックビデオとして乃木坂46オフィシャルYouTubeチャンネルで公開された。

### 配信サイト
配信サイトは以下のとおりである。
- Abema FRESH!
- SHOWROOM
- ニコニコ生放送
- YouTube Live
- LINE LIVE
- 楽天SHOWTIME

## 乃木坂46 6th Birthday記念 緊急特別番組「乃木坂46分TV」
『乃木坂46 6th Birthday記念 緊急特別番組「乃木坂46分TV」』（のぎざかフォーティーシックス シックススアニバーサリー きんきゅうとくべつばんぐみ のぎざかよんじゅうろっぷんテレビ）は、例年2月22日に開催される「BIRTHDAY LIVE」が延期されたため、「ぐるぐるカーテン」でのCDデビューから6周年を記念して2018年2月22日の20時から46分間生配信された（予定されていた時間であり、実際の配信時間は48分間）緊急特別インターネット番組。

### 出演者
- 乃木坂46

#### MC
- 髙橋大輔（フリーアナウンサー）[55]

### 配信内容
番組配信前に乃木坂46公式サイトより「メンバーからの重大発表が・・・？！」と予告されており、実際に番組内で、3月に3度目の「乃木坂46時間TV」の配信が決定したこと、20thシングル「シンクロニシティ」の発売日が4月25日に決定したこと、それまでリレー形式でブログを更新していた3期生の個人ブログがスタートしたことなどが発表された。
また、グループ内に存在するさゆりんご軍団、真夏さんリスペクト軍団、犬メン、スイカ、チューリップ、若様軍団の6軍団と「乃木坂46時間TV」を配信する6つの配信サイトが、1軍団1サイトずつタッグを組んで「乃木坂46時間TV」内で各軍団の番組をそれぞれのサイトが独占で配信することも決定し、軍団とサイトと組み合わせをマッチング綱引きゲームによって決めた。組み合わせは以下の通り。
- さゆりんご軍団 - Rakuten TV[60]
- 真夏さんリスペクト軍団 - ニコニコ生放送[61]
- 犬メン - AbemaTV[62]
- スイカ - LINE LIVE[63]
- チューリップ - YouTube[64]
- 若様軍団 - SHOWROOM[65]

### 配信サイト
配信サイトは以下のとおりである。
- YouTube Live[56]
- Abema TV（再配信）[66]
- SHOWROOM（再配信）
- LINE LIVE（再配信）

## NOGIZAKA46 6th Anniversary 乃木坂46時間TV（第3弾）
『乃木坂46時間TV』（のぎざかよんじゅうろくじかんテレビ）は、乃木坂46のデビュー6周年を記念して配信された「46時間まるごと乃木坂46をお届けする」というインターネット番組。2018年3月23日午後7時から3月25日午後5時までの46時間、6媒体で配信された。

### 出演者
- 乃木坂46[67]（樋口日奈は出演舞台「恋する♡ヴァンパイア」大阪公演のため、中継のみの出演[68]）

#### 46時間リレーMC
- 松村沙友理 & 生田絵梨花
- 秋元真夏 & 齋藤飛鳥
- 高山一実 & 西野七瀬
- 梅澤美波 & 向井葉月 & 山下美月[69]
- 白石麻衣 & 若月佑美[67]

#### その他の出演者
括弧内は登場コーナー
- にゃんこスター（オープニング）[70]
- ひょっこりはん（白石麻衣の乃木坂電視台、ひょっこりはん選手権）[71]
- タイムマシーン3号（23日の乃木坂マウンティング）
- アルコ&ピース（川後陽菜の乃木坂電視台、私の乃木坂の見方）[72][73]
- ラフレクラン（24日のシンクロニシティゲーム、乃木坂マウンティング）[74][75]
- 富田望生（24日のシンクロニシティゲーム）[76]
- 三四郎・相田周二（24日の乃木坂マウンティング）[75]
- オリエンタルラジオ・藤森慎吾（生駒里奈の乃木坂電視台）[77]
- かもめんたる（齋藤飛鳥の乃木坂電視台）[78]
- 武井壮（朝まで乃木坂人狼）[79]
- 流れ星・ちゅうえい（岩本蓮加の乃木坂電視台、20thシングル発売記念企画）[80][81]
- イワイガワ・岩井ジョニ男（岩本蓮加の乃木坂電視台、20thシングル発売記念企画）
- オテンキ・のり（岩本蓮加の乃木坂電視台、20thシングル発売記念企画）
- 伊藤万理華 ※元メンバー（犬メン冠番組）[82]

### 配信内容
以下のコーナーが配信された。

#### オープニング
井上小百合が、子供時代に地元の同じクラブで縄跳びを習っていたアンゴラ村長擁するにゃんこスターとコラボし、「さゆにゃんこスター」として乃木神社から生中継でにゃんこスターのリズム縄跳びネタを披露。ネタの中には今回のためのオリジナルの振り付けとして、井上のセンター曲「あの日 僕は咄嗟に嘘をついた」のダンスの振り付けも一部取り入れられた。

#### 乃木坂電視台（NOGIZAKA46 6th Anniversary 乃木坂46時間TV）
過去2回同様メンバー1人1人が、企画&制作&出演で各10分間の冠番組を作成。
各メンバーの配信内容
（括弧内はその他の出演メンバー）
23日
- 能條愛未：能條のトランプマジックショー！ （斎藤ちはる）
- 山下美月：「ウサギになりきりゲームに挑戦！」（梅澤美波、向井葉月）
- 渡辺みり愛：「プリン会が美味しいプリンの食べ方を探す！」（堀未央奈、鈴木絢音）
- 与田祐希：「与田祐希の体を張れるアイドルを目指す！」（齋藤飛鳥）
- 寺田蘭世：蘭世がお気に入りの私服を紹介！
- 生田絵梨花：「世界の民謡シリーズ〜ヨーデル〜」
- 大園桃子：「初対面の犬と仲良くなれるか！？」
- 斎藤ちはる：ちーちゃんのパクチー大好き （生田絵梨花）
- 相楽伊織：相楽が3期生とおしゃべり！・相楽考案のドッキリ企画 （阪口珠美）
- 衛藤美彩：衛藤が普段のメイクを大公開
- 白石麻衣：「しらいしはん」
- 川後陽菜：「芸人さんとラジオをやりたい！」

24日
- 伊藤かりん：「将棋クイズ王」（斎藤ちはる、斉藤優里、和田まあや）
- 佐々木琴子：佐々木琴子のマツヤさん大捜索！
- 川村真洋：「弾き語りで歌わせて」
- 伊藤理々杏：「眠い私を起こしてください」（松村沙友理）
- 鈴木絢音：「解決！鈴木先生！」
- 中田花奈：中田花奈の好かれる先輩理論 （佐藤楓、吉田綾乃クリスティー）
- 梅澤美波：梅澤美波のメンバーの私服ピッタリ当てまSHOW! （秋元真夏、高山一実、中田花奈、若月佑美、堀未央奈）
- 新内眞衣：「素敵女子を目指して姿勢矯正」
- 生駒里奈：「最高のイチゴバナナスムージー」
- 星野みなみ：星野みなみの10分クッキング （向井葉月）
- 樋口日奈：「食い倒れてみたい〜」
- 和田まあや：「味覚の足し算に挑戦！」
- 山崎怜奈：「山崎怜奈が教える歴史の偉人」
- 西野七瀬：「VRゲーム！」（高山一実）
- 斉藤優里：「スイカ丸ごと一個」（伊藤かりん、伊藤純奈、川後陽菜、西野七瀬）
- 高山一実：「叩いてかぶってジャン犬ポン」（新内眞衣、斉藤優里、堀未央奈、生駒里奈、秋元真夏、中田花奈）
- 齋藤飛鳥：「かもめんたるとコラボコント」

25日
- 阪口珠美：「Y字バランスが出来るようになっちゃうエクササイズ」（佐藤楓、吉田綾乃クリスティー）
- 中村麗乃：「クイズ大会」（岩本蓮加）
- 吉田綾乃クリスティー：「ハワイアンネームをつけよう！」（与田祐希、佐藤楓、阪口珠美）
- 久保史緒里：「ファン目線でMVを解説しよう」
- 佐藤楓：「違いのわかる大人になりたい」（岩本蓮加、久保史緒里、阪口珠美、中村麗乃）
- 岩本蓮加：「絶対に笑ってはいけない10分」（梅澤美波、久保史緒里）
- 若月佑美：乃木坂46 好きな男性のタイプ
- 井上小百合：井上小百合が音楽劇を披露
- 秋元真夏：秋元真夏の気になる市場調査！
- 桜井玲香：桜井が1人だけで成立させる音楽番組
- 堀未央奈：堀熱大陸
- 向井葉月：向井葉月の本気でわんこそば
- 伊藤純奈：「いきなりエチュード」（伊藤かりん、新内眞衣）
- 松村沙友理：「帰ってきたマツミン」（高山一実、中田花奈、若月佑美、梅澤美波、阪口珠美）

#### ファンが選ぶ! 乃木坂ベストソング延長戦
2月26日（25日深夜）、3月5日（4日深夜）と2週に渡り『乃木坂工事中』（テレビ愛知）で放送された「ファンが選ぶ! 乃木坂46ベストソング歌謡祭ベスト20」の延長戦。21位から100位までのランキングをメンバーの当時の思い出とともに発表。

#### 尺調2ショットトーク
尺調整のために急遽行われるメンバー同士の2ショットトーク。組み合わせは、その場にいるメンバーの中からクジ引きで緊急決定。
選出された組み合わせ
- 井上小百合×桜井玲香
- 伊藤純奈×堀未央奈
- 斉藤優里×向井葉月

#### 乃木坂46時間イラスト募集!
メンバーを描いたイラストを大募集。

#### 富士急3期生ライブ生中継!
24日の3期生の富士急ハイランドでの『乃木坂46の「の」』（文化放送）公開録音イベントとミニライブを生中継。

#### アンダーアルバム個別握手会の会場から生中継!
25日の京都国際会館でのアンダーアルバム  『僕だけの君〜Under Super Best〜』個別握手会の会場から生中継。会場内の特設ステージでは「自惚れビーチ」を披露。また前日24日には握手会に京都に来るファンへのおすすめスポットから川村真洋、能條愛未、和田まあやが中継。

#### メンバー間ガチ投票! 乃木坂マウンティング
メンバーの中で最も◯◯な人は!?メンバー同士がリアルに選んだ、ガチすぎる乃木坂内ランキングが明らかになる。

#### 深夜のパジャマゲーム大会① 「私の乃木坂の見方」
23日深夜にセンスが問われる言葉の戦いの新カードゲーム「私の乃木坂の見方」に挑戦。深夜のテンションで大喜利バトル。

#### 深夜のパジャマゲーム大会②「朝まで乃木坂人狼」
過去2回、好評を博した乃木坂46による人狼ゲーム「朝まで乃木坂人狼」を24日深夜に参加メンバー全員眠くなるまでやる。

#### ひょっこりはん選手権
白石麻衣の乃木坂電視台に出演したひょっこりはんと、ひょっこりはん選手権を急遽開催。

#### 46時間 ちぎり絵アートプロジェクト
46時間以内に、メンバー全員でアート作品の完成を目指す。果たして配信終了時間までに完成できるのか!?という企画。体調不良で前年11月から活動を休止していた北野日奈子がこのちぎり絵アートの製作中に登場する場面もあった。

#### 乃木坂「ジャーン!」選手権
メンバー全員が、46時間内のどこかで神出鬼没にジャーン!と登場しファンにメッセージを届ける。 この中からファンが一番よかったと思うメンバーを投票し、番組エンディングでその上位が発表された。投票1位は齋藤飛鳥。

#### お絵描き伝言バトル「テレストレーション」
無所属メンバー、3期生メンバーによる、お絵描き伝言ゲームバトル。
- 1回戦は3期生12人
- 2回戦は無所属メンバー7人[注 12] と、絵が下手な生田（元無所属・現チューリップ）・絵が上手な西野（スイカ）・高山（チューリップ）

#### ケータリング争奪! シンクロニシティゲーム
20thシングル「シンクロニシティ」にちなみ、ご飯タイムになると行われる勝てば天国、負ければ地獄の料理争奪戦チームバトル。

#### 20thシングル発売記念企画 どの料理SHOW!
「シンクロニシティ」の特典映像として選抜メンバーが3人1組に分かれて全国各地を旅行した中で、各地のグルメを3期生に気に入ってもらえれば食べることができる企画。

#### 幕張メッセ特設会場から生中継
46時間TV記念グッズを販売している幕張メッセ特設会場からメンバーの誰かが代わる代わる生中継レポート。24日にはさゆりんご軍団がライブパフォーマンスを披露。

#### 桜中継
24日に中田花奈、25日に向井葉月が桜の名所から中継。

#### 6軍団冠番組×6配信事業者独占放送!
乃木坂46の6軍団が、それぞれ個性あふれる6つの冠番組を担当し、46時間TVを配信する6つの配信事業者でそれぞれ独占配信。各軍団の冠番組配信中は、それぞれの独占配信事業者のサイト以外では、「46時間ちぎり絵アートプロジェクト」の作業現場の様子を定点カメラで配信。

##### チューリップ冠番組「ぶらり温泉ロケハンの旅」
チューリップの面々が、ゆうきくんと一緒に入る温泉探しの旅へ。入浴シーンもあるけど、いやらしい目で見なければ大丈夫！（※YouTube公式チャンネルで独占配信）

##### さゆりんご軍団冠番組「女子高生とあそぼう！」
女子高生の間で流行っているゲームを、さゆりんご軍団が生配信で挑戦。（※Rakuten TVで独占配信）

##### 犬メン冠番組「いつもの鍋パーティー」
いつもプライベートで鍋パーティーなどをしている犬メン。今回は、そんないつもの飲み会にカメラが潜入。犬メンメンバーで、前年12月にグループを卒業した伊藤万理華も登場。（※AbemaTVで独占配信）

##### 若様軍団冠番組「謎解き生脱出」
生配信中に謎解き脱出ゲームに挑戦。果たして若様軍団は力を合わせて時間内に脱出できるのか。（※SHOWROOMで独占配信）

##### スイカ冠番組「スイカの伊豆プライベート旅行クイズ」
スイカのプライベート旅行にカメラが密着。ゆる～い空気のスイカ旅行からゆる～いクイズを出題。（※LINE LIVEで独占配信）

##### 真夏さんリスペクト軍団冠番組
最初に、視聴者に対して「軍団を解散する」というドッキリを仕掛け、その後はファンからの提案をもとに、軍団の今後についてトーク。（※ニコニコ生放送で独占配信）

#### エンディング
MCの白石麻衣と若月佑美の進行で番組を振り返った。また、「ジャーン!」選手権のベスト5を発表したり、「46時間ちぎり絵アートプロジェクト」で完成したちぎり絵と番組のダイジェストを織り交ぜたVTRをBGMの「君の名は希望」に乗せて配信した。また生駒里奈の卒業ライブの開催も発表された。

### 配信サイト
配信サイトは以下のとおりである。
- AbemaTV
- SHOWROOM
- ニコニコ生放送
- YouTube Live
- LINE LIVE
- Rakuten TV

2018年3月23日午後7時から3月25日午後5時までの46時間、6媒体で配信した。

### 幕張メッセ特設会場
各メンバーがデザインした6周年記念推しメンマフラータオルや軍団グッズをはじめとした乃木坂46時間TVグッズ、6周年記念グッズを作成。乃木坂46時間TV配信中の24日、25日に幕張メッセに特設会場を設け、それらのオフィシャルグッズや生写真の販売、また乃木坂46モバイル、乃木坂46リズムフェスティバル、乃木坂46～always with you～によるブース展開、さらに乃木坂46の未公開写真が見られる写真展、46時間TVを見ることができるフリースペースが設置される。

## アベマ独占放送 乃木坂46メンバー大集合！46分オンライン記者会見&乃木坂46分TV
『アベマ独占放送 乃木坂46メンバー大集合！46分オンライン記者会見&乃木坂46分TV』は、『乃木坂46時間TV アベマ独占放送「はなれてたって、ぼくらはいっしょ！」』の公式事前特別番組としてABEMA（旧AbemaTV）で独占配信されたインターネット番組。

### 出演者
- 乃木坂46（グループからの卒業を控えている白石麻衣は、当初は5月に卒業を予定していたため今回の放送は不参加[90]）

### 配信内容
白石麻衣以外の全メンバー45人が参加したウェブ会議アプリZoomでのオンライン記者会見の模様や、「はなれてたって、ぼくらはいっしょ！」の見どころの紹介、過去3回の乃木坂46時間TVの内容の一部が放送された。

### 配信サイト
ABEMA SPECIAL 2チャンネルで独占配信された。

## 乃木坂46時間TV アベマ独占放送「はなれてたって、ぼくらはいっしょ!」（第4弾）
『乃木坂46時間TV アベマ独占放送「はなれてたって、ぼくらはいっしょ!」』はインターネットテレビ局ABEMA（旧AbemaTV）で放送されたの
インターネット番組。2020年6月19日午後7時から6月21日午後5時までの46時間に渡って配信された。

### 出演者
- 乃木坂46（グループからの卒業を控えている白石麻衣は、当初は5月に卒業を予定していたため今回の放送自体は不参加だが[90]、エンディングにサプライズで電話出演している[93]。また、「乃木坂46時間TV傑作選」として放送された過去映像などには白石や過去に卒業したメンバーも登場している。）

#### メンバーMC
- 6月19日
  - 高山一実 & 賀喜遥香（夜7時ごろから）
- 6月20日
  - 新内眞衣 & 遠藤さくら（朝7時ごろから）
  - 齋藤飛鳥 & 山下美月 & 梅澤美波（昼12時ごろから）
  - 堀未央奈 & 田村真佑（夜7時ごろから）
- 6月21日
  - 松村沙友理 & 星野みなみ（朝7時50分ごろから）
  - 秋元真夏 & 与田祐希（昼12時ごろから）[94][95]

### 配信内容
以下のコーナーが配信された。コーナー以外の時はスタジオで、2、3人のMCと、それ以外のメンバーがトークを繰り広げた。ただし過去3回と異なり、新型コロナウイルス感染予防で3密回避、ソーシャルディスタンスをとることが一般的に必要とされる社会情勢のため、メンバー間の距離を取りながらの放送となり、MC以外でスタジオに登場するメンバーの人数は1、2名程度に抑えられ、メンバー間はアクリル板で仕切られた。その他のメンバーはそれぞれ専用の個別ブースから放送をモニターで見ながら、時おりMCから話を振られたり、コーナーに参加したりしていた。

#### オープニング
番組開始直後、しばらく無人のスタジオが映し出される中、バルーンアートのセットの壁に“同化”していた全身タイツ姿の生田絵梨花が「今から46時間も見続けようとしてるなんて！“どうか”してるぜ！」というセリフとともに登場し、番組がスタートした。その後、MCの高山一実、賀喜遥香よりタイムスケジュールが発表された。

#### 乃木坂電視台（乃木坂46時間TV アベマ独占放送「はなれてたって、ぼくらはいっしょ!」）
過去3回同様、メンバー個人が自分で10分程度の番組をプロデュースするコーナー。
各メンバーの配信内容
1期生
- 秋元真夏：「（どんな悩みも美人女将がズッキュンと解決！）割烹まなつへようこそ」
- 生田絵梨花：「初挑戦の楽器」
- 齋藤飛鳥： 「とにかく明るい齋藤飛鳥」
- 高山一実：「窓から登場！カズ先輩」
- 中田花奈：「都市伝説　カナリナティカードの予言」
- 樋口日奈：「10分間で10変化」
- 星野みなみ：「みなみのおうち時間」
- 松村沙友理： 「松村沙友理のUber eats体験」
- 和田まあや： 「これであなたも英会話マスター」

2期生
- 伊藤純奈：「純奈の女優への道」
- 北野日奈子：「『北野日奈子の「子供の頃誰もがしたことのある遊びって聞いたけどこれは鬼ごっこなの？」　#GOHOME「だーるまさんがこーろんだの言い方変えてこないでください反則です」 #SENSE #VRゲーム』」
- 新内眞衣：「About 73Q's with Mai Shinuchi〜73ぐらいの質問　新内眞衣編〜」
- 鈴木絢音：「鈴木絢音の演奏してみた」
- 寺田蘭世：「帰ってきた！！蘭世コレクション2020」
- 堀未央奈：「堀未央奈のキャラクターズブック」
- 山崎怜奈：「乃木坂46 山崎怜奈のクイズのじかん」
- 渡辺みり愛：「46時間ダンス完コピチャレンジ！！」

3期生
- 伊藤理々杏：「伊藤理々杏の激辛の限界に挑戦」
- 岩本蓮加：「改めてお見せしましょう！蓮加の特技～！」
- 梅澤美波：「梅澤美波のひとりでキャンプできるもん」
- 大園桃子：「大園桃子の歌ってみた」
- 久保史緒里：「真の乃木坂Loverは私だ！NOGI-1 グランプリ」
- 阪口珠美：「絶対笑顔になれるたまトレ」
- 佐藤楓：「乃木坂４６マリオカートクイーン決定戦」
- 中村麗乃：「れののふわふわお空カフェ」
- 向井葉月：「向井葉月の質問千本ノック」
- 山下美月：「山下美月の１人でＭＶ作ってみた！＃拡散希望」
- 吉田綾乃クリスティー：「吉田綾乃クリスティーのフルーツアートチャレンジ」
- 与田祐希：「与田祐希が、勇気を出してバッサリ髪を切ってみた！」

4期生
- 遠藤さくら：「さくらが絵本を読んであげるね」
- 賀喜遥香：「かき雄先輩の恋愛講座」
- 掛橋沙耶香：「掛橋沙耶香のおやゆび姫になっちゃった〜」
- 金川紗耶：「感動への道！ダーツ1ヶ月チャレンジ！！」
- 北川悠理：「北川悠理の、AIロボットと未知との遭遇」
- 柴田柚菜：「荒療治でビビりを克服しよう！」
- 清宮レイ：「負けず嫌いはどっちでショー」
- 田村真佑：「格付けチェックがやりた～い！」
- 筒井あやめ：「筒井あやめがお送りするASMRの世界」
- 早川聖来：「生き物は生きている〜パンダのセイラン編〜」
- 矢久保美緒：「ヤクボーキャンディランド」

#### コラボ企画
ABEMAの人気番組とのコラボ企画「46時間後に那須川天心」「乃木坂と声優と夜あそび」「熱闘！Nリーグ 乃木雀」を放送。

#### 1期2期3期4期・期別冠番組コーナー
メンバーそれぞれの加入期に分かれてそれぞれが作り上げるコーナー。
- 1期・9年目の同期会 - 全員が成人となった1期生が、初めてお酒を飲みながらの"ほろ酔い同期会"を開催[95]。
- 2期・生で修学旅行の夜 - 生放送中に、2期生だけの夜更かしお楽しみ会で"修学旅行の夜"を疑似体験[95]。
- 3期・3期生運動能力女王決定戦 - 実は3期生は過去1度もやっていない"スポーツ女王"をかけての闘い[95]。
- 4期・みんなでお菓子の家を作ろう - 46時間TV初参加の4期生が一丸でリアルな"お菓子の家"作りに挑戦[95]。
- 新4期・新4期生で時間を繋ごう - メンバーごとの乃木坂電視台企画を持っていない新4期生の5人のみで、2日目・3日目の朝に行ったトークコーナー。※タイムテーブル上の記載はない。

#### 2ショットトーク
時間つなぎのツーショットトーク企画。

#### 久保チャンネル
久保史緒里がメンバー2人（第3回だけ北野日奈子1人）を迎え、それぞれのメンバーが厳選する過去のライブのお気に入りのシーンを紹介。番組内で複数回放送された。

#### 生であつまれ!どうぶつの森
メンバー内でも人気のゲーム「あつまれ どうぶつの森」を、生放送中にプレイ。それぞれのメンバーが作った島を紹介。

#### 人狼ミッドナイト
過去3回同様、2日連続で深夜にメンバーが人狼ゲームを行った（1日目深夜は1期・2期、2日目深夜は3期・4期）。
尚、1日目深夜に人狼ゲームの最中に公式お兄ちゃんであるバナナマンが『バナナマンのバナナムーンGOLD』の生放送中にサプライズで出演した。（ラジオと同時中継による電話出演）

#### 「はなれてたって、ぼくらはいっしょ！」プロジェクト
乃木坂46とみんなで作る未来へ向けたリスタートメッセージリレーとして、新たな日常が戻りつつある中でリスタートする思いを込めたメッセージ動画を視聴者から募集。集まった動画は、番組内でアイキャッチ的な形でCM前に流れ、最後のライブの「世界中の隣人よ」でも各メンバーのメッセージとともに映し出された。

#### はなれてたって、ぼくらはいっしょ！スペシャルライブ
グループの活動の要ともいえるライブイベントが新型コロナウイルスの影響で行うことができないでいる中、フィナーレ特別企画としてソーシャルディスタンスをとりながらライブパフォーマンスを披露。一部楽曲はメンバーがそれぞれの個別ブースから歌唱する形で披露した。外出自粛を心掛けている人へのエールや、医療従事者のへの感謝などを込めて制作された新曲「世界中の隣人よ」も初披露された。ライブ終了とともに放送時間が46時間に達し、そのまま番組もエンディングを迎えた。
セットリスト
1. OVERTURE
2. 裸足でSummer
3. ハウス!
4. ダンケシェーン
5. おいでシャンプー
6. 君の名は希望
7. アナスターシャ
8. 毎日がBrand new day
9. I see...
10. Sing Out!
11. 世界中の隣人よ

### 配信サイト
ABEMA SPECIAL 2チャンネルで独占配信された。
3日間それぞれの番組紹介ページで各放送日から1週間（厳密には放送終了時刻から168時間）限定で無料アーカイブ配信（CM以外はノーカット）。以降はABEMAプレミアム限定で視聴可能。

### 乃木坂休憩中
番組本番中の舞台裏の紹介や企画の感想などをメンバーがスマホ自撮りで語りかける映像コンテンツ「乃木坂休憩中」を、ABEMAプレミアム限定で随時配信。

### 地上波ダイジェスト番組
6月25日（24日深夜）0時20分～1時20分の『アベマの時間』（テレビ朝日）で「『乃木坂46時間TV』厳選神シーン＆地上波初出し素材も放出SP」として放送。地上波テレビ放送で乃木坂46時間TVが放映されるのは初めてで、ABEMAと異なり、フルハイビジョンの画質で放送された。ナレーションは本編の「声優と夜あそび」コラボ企画にも登場した小松未可子と上坂すみれが務めた。

## NOGIZAKA46 10th Anniversary 乃木坂46時間TV（第5弾）
2022年2月21日19時から2月23日17時ごろまでYouTubeにて幕張メッセ・イベントホールから生配信。一部企画は本番組初となる有観客での公開生配信。さらに2月23日に開催される「5期生 お見立て会」の様子も生配信された。

### 出演者
- 乃木坂46

#### メンバーMC
- 2月21日
  - 梅澤美波 & 田村真佑& 与田祐希
- 2月22日 
  - 清宮レイ & 柴田柚菜（7時頃から）
  - 齋藤飛鳥 & 遠藤さくら（12時頃から）
  - 山下美月 & 賀喜遥香（21時頃から）　
    - 山崎怜奈（山下、賀喜の代役）
- 2月23日
  - 与田祐希 & 筒井あやめ（7時頃から）
  - 秋元真夏 & 久保史緒里（12時半頃から）

#### ゲスト（登場順）
- 高岸宏行（ティモンディ）（清宮レイの乃木坂電視台）
- バナナマン（設楽統・日村勇紀）（バナナ&メンバーが選ぶ! ベストソング歌謡祭）[注 13]
- 児嶋一哉（アンジャッシュ）（目指せ! クイズアイドル）
- 日髙大介 （同上）
- ロッチ（コカドケンタロウ・中岡創一）（乃木坂46時間TV 大運動会）
- 髙橋大輔（同上・5期生 お見立て会）
- 武井壮（同上）
- タイムマシーン3号（山本浩司・関太）（矢久保がレギュラー出演しているラジオ番組「タイムちゃん」との中継トーク）
- 堀内健（ネプチューン）（乃木坂三者面談）

### 各コーナー

#### 乃木坂電視台
過去4回同様、メンバー個人が自分で10分程度の番組をプロデュースするコーナー。
各メンバーの配信内容
- 1〜6は1日目、7〜26は2日目、27〜35は3日目

| 氏名                 | 順番  | 内容                                                 |
| 1期生                | 1期生 | 1期生                                                |
| -------------------- | ----- | ---------------------------------------------------- |
| 秋元真夏             | 19    | 真夏の大冒険！                                       |
| 齋藤飛鳥             | 1     | 浅草キッド完コピでタップダンス                       |
| 樋口日奈             | 8     | WILD SPEED HINA                                      |
| 和田まあや           | 35    | まあやチャレンジ中                                   |
| 2期生                |       |                                                      |
| 北野日奈子           | 30    | 最後にもう一度着たい制服ランキング                   |
| 鈴木絢音             | 15    | 狂気的な彼女                                         |
| 山崎怜奈             | 23    | 乃木坂クイズ大会                                     |
| 3期生                |       |                                                      |
| 伊藤理々杏           | 9     | 伊藤理々杏、初めてのラジコン                         |
| 岩本蓮加             | 28    | 分かる人だけ分かればいい！マストアニメをニッチに語る |
| 梅澤美波             | 34    | 初めての｢孤独のグルメ｣                               |
| 久保史緒里           | 26    | ピアノの弾き語りに挑戦!!                             |
| 阪口珠美             | 25    | レッツ!たまトレ!                                     |
| 佐藤楓               | 20    | パルクールに挑戦してみた                             |
| 中村麗乃             | 32    | 休日vlog                                             |
| 向井葉月             | 18    | morningroutine                                       |
| 山下美月             | 3     | 生46人斬り                                           |
| 吉田綾乃クリスティー | 13    | 世界記録への道                                       |
| 与田祐希             | 24    | ギター弾き語りに挑戦!                                |
| 4期生                |       |                                                      |
| 遠藤さくら           | 22    | ハウスダンスに挑戦したい                             |
| 賀喜遥香             | 6     | 46時間、生絵カキ！                                   |
| 掛橋沙耶香           | 33    | オトナ女子チャレンジ                                 |
| 金川紗耶             | 31    | 金川紗耶の円グラフ                                   |
| 北川悠理             | 29    | 北川悠理、奇跡を起こす                               |
| 黒見明香             | 12    | メンバーとびっくり実験に体当たり挑戦‼︎                |
| 佐藤璃果             | 14    | 岩手を知って欲しい！                                 |
| 柴田柚菜             | 7     | メンバーと日の出を見よう♪                            |
| 柴田柚菜             | 27    | メンバーと日の出を見よう♪                            |
| 清宮レイ             | 4     | 全力ポジティブ応援                                   |
| 田村真佑             | 5     | まゆたんの睡眠導入タイム                             |
| 筒井あやめ           | 2     | 書道パフォーマンス                                   |
| 早川聖来             | 16    | せらずきっちん！                                     |
| 林瑠奈               | 21    | 先輩！私に罰ゲームを受けさせて！                     |
| 松尾美佑             | 11    | 松尾美佑 1人暮らししてみたっ                         |
| 矢久保美緒           | 17    | 人生で1番盛れた写真を撮りたい！                      |
| 弓木奈於             | 10    | シンデレラチャレンジ                                 |

#### 各セットリスト
| 曲順                      | 曲目                    |
| オープニングライブ        | オープニングライブ      |
| ------------------------- | ----------------------- |
| 1                         | 裸足でSummer            |
| 2                         | ロマンスのスタート      |
| 表題曲ランキング1位披露   |                         |
| 1                         | シンクロニシティ        |
| 5期生お見立て会 ライブ    |                         |
| 1                         | ガールズルール          |
| 2                         | インフルエンサー        |
| 3                         | 君に叱られた            |
| 46時間TV スペシャルライブ |                         |
| 1                         | OVERTURE                |
| 2                         | 他人のそら似            |
| 3                         | おいでシャンプー        |
| 4                         | キスの手裏剣            |
| 5                         | 三番目の風              |
| 6                         | 走れ!Bicycle            |
| 7                         | 日常                    |
| 8                         | 口ほどにもないKISS      |
| 9                         | 僕は僕を好きになる      |
| 10                        | ごめんねFingers crossed |
| 11                        | Sing Out!               |
| 12                        | Actually...             |
| 13                        | 乃木坂の詩              |

### バナナ&メンバーが選ぶ! ベストソング歌謡祭
今回は表題曲と表題曲以外の2部門に分けてランキングを発表。1日目に表題曲を発表、3日目に表題曲以外を発表した。なお、3日目の表題曲以外のランキングは事前収録。
「前回の順位」として表内に2018年2月26日・3月5日の『乃木坂工事中』及び2018年3月の『乃木坂46時間TV』（3回目）での発表された「ファンが選ぶ！乃木坂46ベストソング」での順位を記載。それ以降に発表された楽曲は※を記載。

#### 表題曲
出典をもとに記述。
| 順位 | 曲名                     | 初収録作品   | 前回の順位 |
| ---- | ------------------------ | ------------ | ---------- |
| 1位  | シンクロニシティ         | 20thシングル | ※          |
| 2位  | ありがちな恋愛           | 4thアルバム  | ※          |
| 3位  | 今、話したい誰かがいる   | 13thシングル | 9位        |
| 4位  | きっかけ                 | 2ndアルバム  | 2位        |
| 5位  | サヨナラの意味           | 16thシングル | 1位        |
| 6位  | 僕がいる場所             | 1stアルバム  | 33位       |
| 7位  | 気づいたら片想い         | 8thシングル  | 11位       |
| 8位  | Sing Out!                | 23rdシングル | ※          |
| 9位  | 帰り道は遠回りしたくなる | 22ndシングル | ※          |
| 10位 | 裸足でSummer             | 15thシングル | 3位        |

#### 表題曲以外
出典をもとに記述。
| 順位 | 曲名                               | 初収録作品   | 前回の順位 |
| ---- | ---------------------------------- | ------------ | ---------- |
| 1位  | 日常                               | 22ndシングル | ※          |
| 2位  | 思い出ファースト                   | 3rdアルバム  | 96位       |
| 3位  | あの日 僕は咄嗟に嘘をついた        | 10thシングル | 13位       |
| 4位  | 自由の彼方                         | 1stアルバム  | 圏外       |
| 5位  | 君に贈る花がない                   | 16thシングル | 79位       |
| 6位  | やさしさとは                       | 7thシングル  | 18位       |
| 7位  | 何もできずにそばにいる             | 9thシングル  | 63位       |
| 8位  | 錆びたコンパス                     | 27thシングル | ※          |
| 9位  | 君が扇いでくれた                   | 3rdアルバム  | 圏外       |
| 10位 | 世界で一番孤独なLover              | 6thシングル  | 14位       |
| 11位 | 三角の空き地                       | 21stシングル | ※          |
| 12位 | 言霊砲                             | 20thシングル | ※          |
| 13位 | シークレットグラフィティー         | 15thシングル | 62位       |
| 14位 | ひと夏の長さより…                  | 18thシングル | 21位       |
| 15位 | 立ち直り中                         | 11thシングル | 30位       |
| 16位 | ないものねだり                     | 16thシングル | 22位       |
| 17位 | 僕のこと、知ってる?                | 24thシングル | ※          |
| 18位 | 悲しみの忘れ方                     | 13thシングル | 16位       |
| 19位 | 新しい世界                         | 20thシングル | ※          |
| 20位 | 君は僕と会わない方がよかったのかな | 11thシングル | 41位       |
| 21位 | 釣り堀                             | 14thシングル | 72位       |
| 22位 | 設定温度                           | 3rdアルバム  | 40位       |
| 23位 | ファンタスティック3色パン          | 25thシングル | ※          |
| 24位 | オフショアガール                   | 15thシングル | 56位       |
| 25位 | I see...                           | 25thシングル | ※          |
| 26位 | 失いたくないから                   | 1stシングル  | 56位       |
| 27位 | 私、起きる。                       | 10thシングル | 91位       |
| 28位 | 13日の金曜日                       | 5thシングル  | 38位       |
| 29位 | 4番目の光                          | 23rdシングル | ※          |
| 30位 | Rewind あの日                      | 3rdアルバム  | ※          |
| 31位 | 全部夢のまま                       | 27thシングル | ※          |
| 32位 | アナスターシャ                     | 25thシングル | ※          |
| 33位 | 不等号                             | 14thシングル | 圏外       |
| 34位 | 隙間                               | 13thシングル | 50位       |
| 35位 | 泣いたっていいじゃないか?          | 18thシングル | 34位       |
| 36位 | 嫉妬の権利                         | 13thシングル | 42位       |
| 37位 | 涙がまだ悲しみだった頃             | 3rdシングル  | 93位       |
| 38位 | 図書室の君へ                       | 24thシングル | ※          |
| 39位 | 空扉                               | 21stシングル | ※          |
| 40位 | ざぶんざざぶん                     | 27thシングル | ※          |
| 41位 | Out of the blue                    | 26thシングル | ※          |
| 42位 | あらかじめ語られるロマンス         | 11thシングル | 15位       |
| 43位 | 遥かなるブータン                   | 14thシングル | 圏外       |
| 44位 | せっかちなかたつむり               | 3rdシングル  | 17位       |
| 45位 | Tender days                        | 10thシングル | 圏外       |
| 46位 | 意外BREAK                          | 17thシングル | 73位       |
| 47位 | マシンガンレイン                   | 28thシングル | ※          |
| 48位 | もしも心が透明なら                 | 28thシングル | ※          |
| 49位 | 制服を脱いでサヨナラを…            | 12thシングル | 94位       |
| 50位 | 羽根の記憶                         | 12thシングル | 28位       |

### 乃木坂46 大運動会2022
それぞれのチーム分けは1日目に50メートル走を行いその順位によって決められた。キャプテンは、50メートル走の上位3位の3人が務めた。
種目は、「綱引き」、「ダンスダンス玉入れ」、「大根抜きサバイバル」、「華のステージ」、「全員参加!リレー」の5種目。全種目終了後に武井壮が乱入し、エキシビションが行われた。種目の間にはハーフタイムショーが行われた。
進行はロッチと髙橋大輔が担当。
TEAM乃が優勝し、TEAM乃の松尾美佑がMVPに選ばれた。

### タイムテーブル
公式サイトより。実際のスケジュールとは異なっている箇所があります。
各コーナーのつなぎとして乃木坂46シングルヒストリーMVコレクションや乃木坂46時間TVインフォマーシャルが流れた。
| 時間           | コーナー名                                        |
| -------------- | ------------------------------------------------- |
| 21日 19:00 -   | 乃木坂46時間TV オープニング                       |
| 21日 22:00 -   | バナナ＆メンバーが選ぶ！ベストソング歌謡祭①       |
| 21日 23:00 -   | 乃木坂電視台                                      |
| 21日 24:00 -   | 深夜の「人狼」ゲーム                              |
| 22日 6:00 -    | 日の出中継                                        |
| 22日 7:30 -    | 2日目スタート                                     |
| 22日 8:00 -    | トークな朝                                        |
| 22日 9:00 -    | 乃木坂電視台                                      |
| 22日 10:00 -   | 乃木坂プレイルーム 1＆2期生                       |
| 22日 11:00 -   | 乃木坂プレイルーム 3期生                          |
| 22日 12:30 -   | 乃木坂電視台                                      |
| 22日 13:30 -   | 目指せ！クイズアイドル 前半戦                     |
| 22日 14:30 -   | 乃木坂電視台                                      |
| 22日 16:00 -   | 乃木坂プレイルーム 4期生                          |
| 22日 17:00 -   | 目指せ！クイズアイドル 後半戦                     |
| 22日 18:00 -   | 乃木坂46時間TV 大運動会                           |
| 22日 21:30 -   | 乃木坂電視台                                      |
| 22日 22:00 -   | 乃木坂三者面談                                    |
| 22日 23:00 -   | 乃木坂電視台                                      |
| 22日 24:00 -   | 深夜の「人狼」ゲーム                              |
| 23日 6:00 -    | 日の出中継                                        |
| 23日 7:30 -    | 3日目スタート                                     |
| 23日 8:00 -    | 4期生のお見立て会を振り返ろう                     |
| 23日 8:30 -    | 乃木坂電視台                                      |
| 23日 9:30 -    | 3期生のお見立て会を振り返ろう                     |
| 23日 11:00 -   | 5期生 お見立て会                                  |
| 23日 12:30 -   | バナナ＆メンバーが選ぶ ベストソング歌謡祭②        |
| 23日 13:30 -   | 乃木坂電視台                                      |
| 23日 15:00 -   | バナナ＆メンバーが選ぶ ベストソング歌謡祭②        |
| 23日 16:00 -   | 乃木坂46時間TV スペシャルライブ                   |
| 23日 17:00 -   | 乃木坂46時間TV エンディング                       |
| 23日 17:40頃 - | 乃木坂46時間TV YouTube Premium アフターパーティー |

### 配信サイト
- YouTube公式チャンネル「乃木坂配信中」

### 乃木坂46秒TV
- 上記の公式チャンネルの「YouTube Shorts」で番組の配信前に全メンバーが1人ずつ意気込みなど語る46秒のショート動画を配信。